# Thruxton (Herefordshire)
Thruxton – wieś w Anglii, w hrabstwie Herefordshire. Leży 9 km na południowy zachód od miasta Hereford i 194 km na zachód od Londynu.